# Mine d’amiante de Val-de-Péas
 (décembre 2022).
Si vous disposez d'ouvrages ou d'articles de référence ou si vous connaissez des sites web de qualité traitant du thème abordé ici, merci de compléter l'article en donnant les références utiles à sa vérifiabilité et en les liant à la section « Notes et références ».
La mine du Val-de-Péas a été une mine d’amiante située dans le Parc naturel Régional du Queyras, dans le département des Hautes-Alpes, sur le territoire de la commune de Château-Queyras, hameau de Meyriès.
Cette mine a été exploitée de 1929 à 1954.

## Historique
Situé à environ 6 km à vol d’oiseau au nord de Château-Queyras, le gisement est découvert au début des années 1920 par un membre du Club Alpin Français qui faisait l’ascension du Pic de Rochebrune (3 320 m).
Dès la fin des années 1920, la piste menant au site est construite pour permettre le passage de camions et faciliter l’exploitation du gisement.
Au pic de l’activité, entre 25 et 30 ouvriers travaillaient alors sur le site. La mine avait recours à une main d’œuvre majoritairement originaire d’Espagne et d’Italie. Durant l’occupation, cette main d’œuvre était constituée d’enrôlés du Service du Travail Obligatoire (STO). Les ouvriers étaient logés sur place dans des baraquements dont on peut encore observer les fondations aujourd’hui.
La roche était extraite à la pioche, au marteau-piqueur et à la dynamite et les blocs étaient transportés à dos de mules jusqu’à Château-Queyras où ils étaient ensuite retravaillés. Les ouvriers concassaient alors les roches pour séparer les fibres de la roches et conditionnaient l’amiante pour le transport par camions.
Avant la Seconde Guerre mondiale, l’amiante extrait est transformé en différents produits (lessive, poudre pour peinture ignifugé, tissus et cartons isolants, calorifuges de fours alimentaires, ...) dans une usine de Saint-Martin-de-Castillon, dans le Lubéron.
Durant la Seconde Guerre mondiale, les alliés cessant de livrer de l’amiante à la France collaborationniste, la production nationale d'amiante s'en trouve intensifiée.
Cette mine a produit 900 tonnes d’amiante pour 90 000 tonnes de roches extraites (soit un ratio de 1%). Elle a atteint son apogée en 1942 avec une production de 100 tonnes.
Après guerre, un téléphérique est construit pour faciliter le transport des blocs de roche. Les blocs sont acheminés par chariots jusqu’au hameau du Rouet, puis à dos de mules jusqu'à Château-Queyras où ils étaient conditionnés.
A l'aube des années 1950, plusieurs facteurs, géologiques et climatiques, rendent l'exploitation peu compétitive. Après quelques années d'exploitation, le filon d’amiante, et d'autant plus sa partie exploitable à ciel ouvert, s’avère moins important qu'escompté. De plus, la concentration de fibres d'amiante dans le minerai brut, de l'ordre de 1%, rend l'activité peu rentable. Les fibres d'amiante présentes, de faible longueur pour la plupart, ne parviennent à satisfaire la demande des filatures, friandes de fibres supérieures à 18 mm de longueur. Enfin, le fort enneigement dans la vallée, rendant compliquées l'extraction du minerai et la vie des ouvriers sur place, ne permettent l'exploitation qu’environ six mois par an.
Ces différents facteurs rendent l'exploitation peu rentable face à celle de Canari (Corse). La mine de Val-de-Péas ferme en 1954.

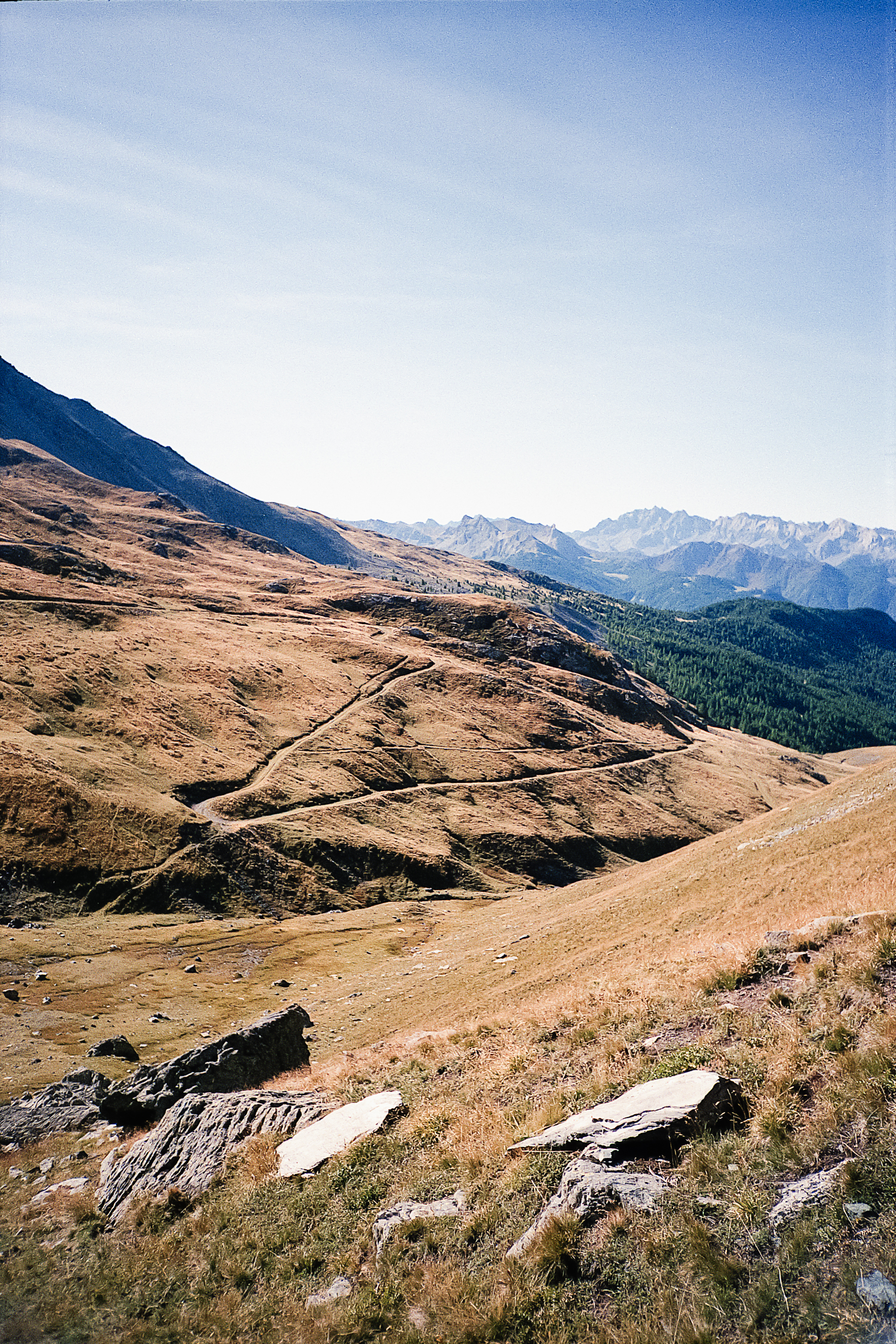
Piste menant à la mine depuis le hameau du Rouet.
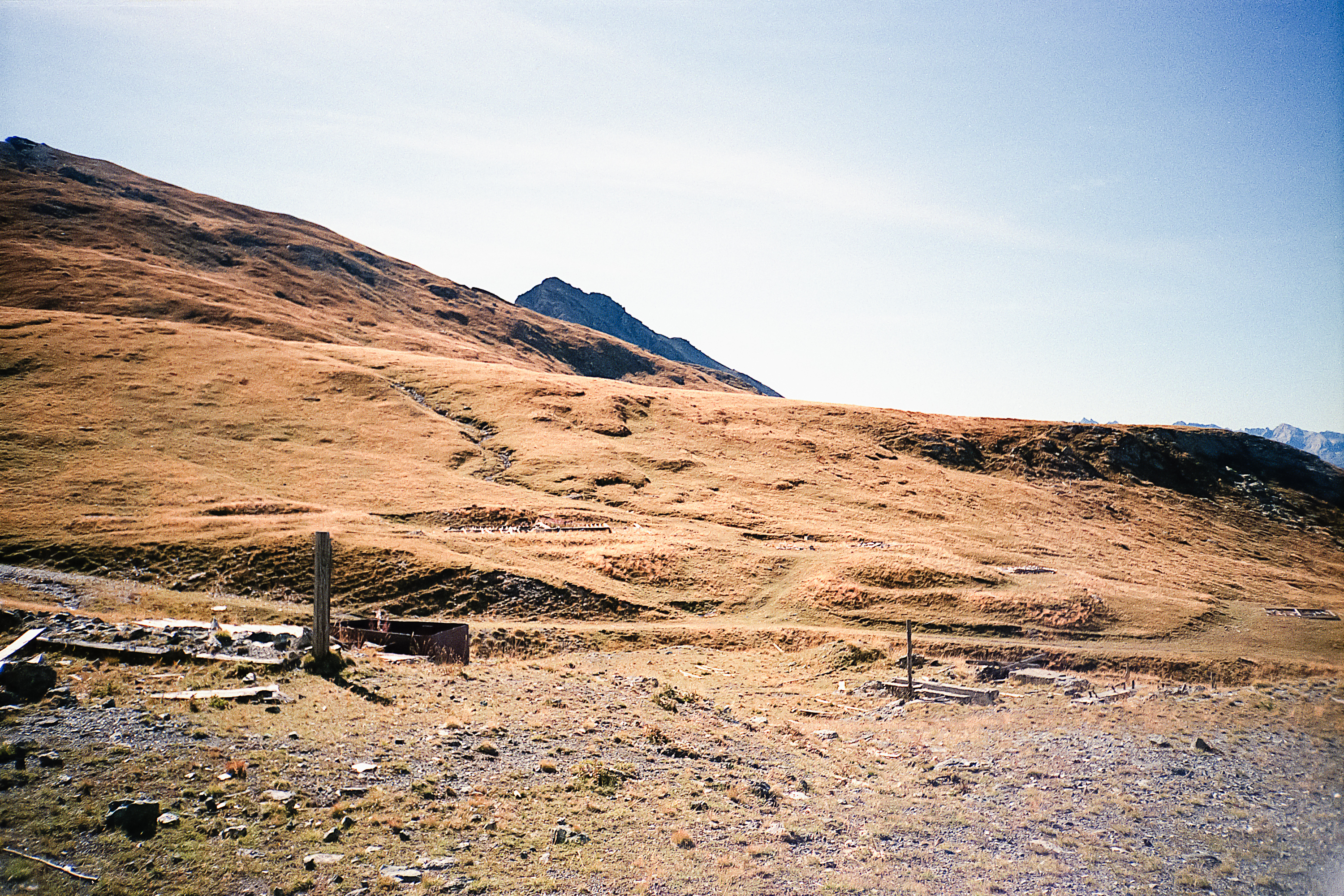
Vue des fondations des baraquements depuis l'arrivée du téléphérique.
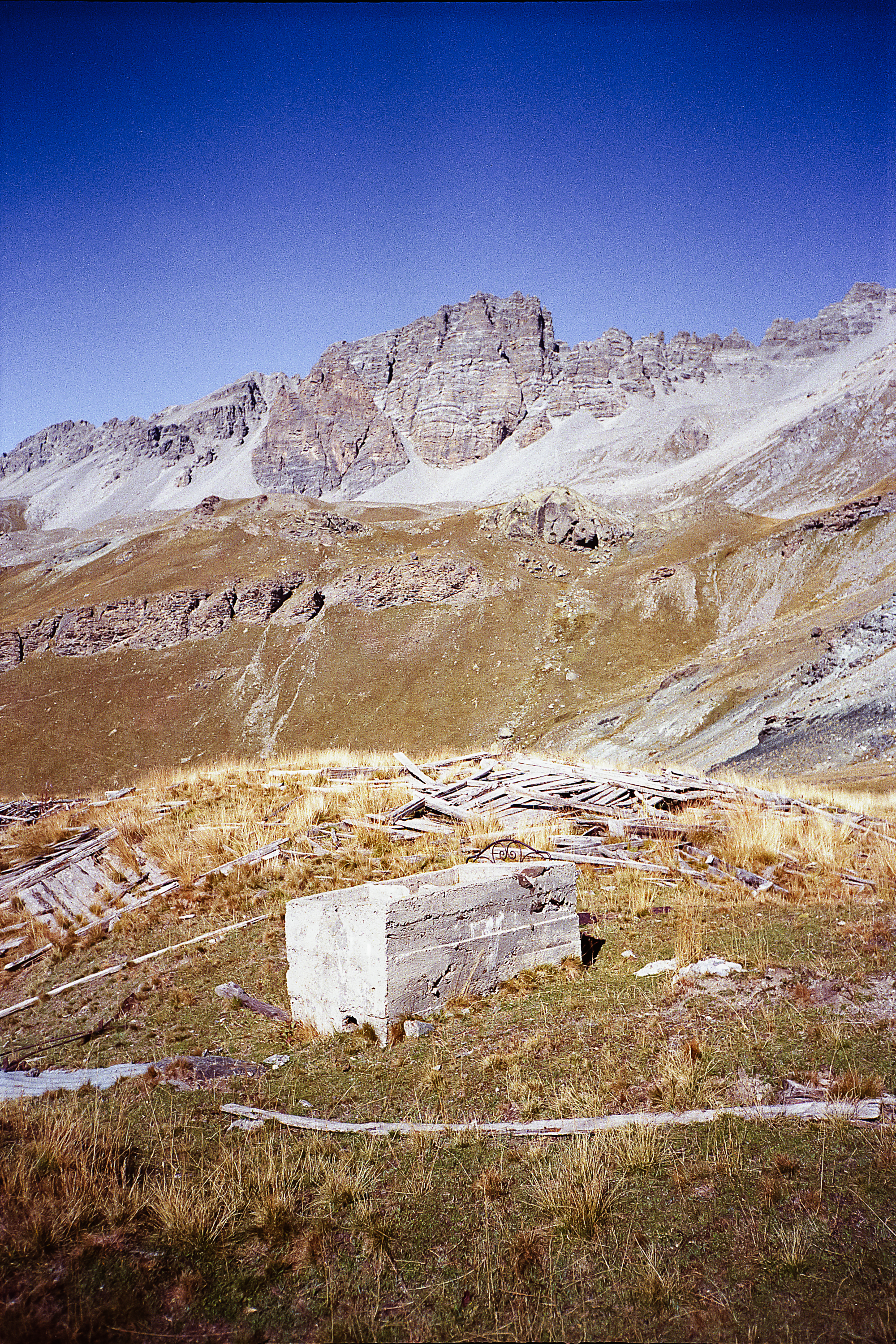
Ruines des baraquements.